# José Joaquín Casasús

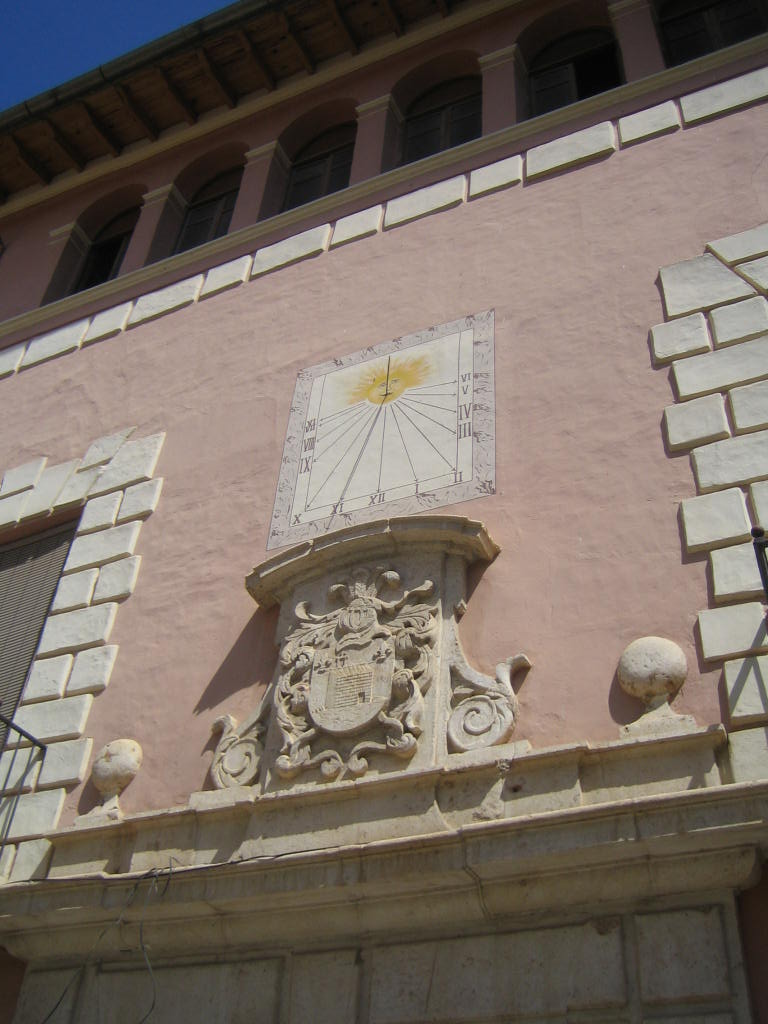
Palacio de Casasús (Alcira).

José Joaquín Casasús y Navía de Osorio (Alcira, 1733-1822) fue un literato y académico de bellas artes español.

## Vida
José Joaquín Casasús era hijo de José Javier Casasús Judici de Acharte (Alcira, 1705-Valencia, 1742), caballero de la Orden de Montesa, y de Margarita de Navía-Osorio y Roig, hija del marqués de Santa Cruz de Marcenado, originaria de Siracusa, en las Dos-Sicilias.
Estudió en el Colegio de San Pablo de Valencia, regido por los padres jesuitas. Estudió latín, francés y filosofía. Fue desde joven un destacado literato, con una vasta producción. En 1749 escribió su obra más importante, El viaje del Parnado y descubrimientos nuevamente hechos en este monte y sus colonias, muy elogiada por la crítica de su tiempo. 
Fue nombrado caballero maestrante de la ciudad de Valencia y académico honorario de la Real Academia de Bellas Artes de San Carlos de Valencia. En 1774 ingresó en la Real Sociedad de Amigos del País.
Fue vocal de la Junta-Congreso durante la Guerra de la Independencia Española, de 1808. Perdió la vista en la defensa de su ciudad contra las tropas del general Suchet.
Fue cuñado del conde de Ruiz de Castilla, Manuel Ruiz Urriés de Castilla, presidente de la Audiencia de Quito, casado con su hermana Purificación, que había sido enviado en 1779 a Perú como corregidor.
Contrajo matrimonio con Josefa Antonia Cebrián y Soto. Murió en el palacio de Casasús, su residencia familiar, en Alcira, en 1821.